# Вілкокс (Пенсільванія)
Вілкокс (англ. Wilcox) — переписна місцевість (CDP) в США, в окрузі Елк штату Пенсільванія. Населення — 354 особи (2020).

## Географія
Вілкокс розташований за координатами 41°34′19″ пн. ш. 78°41′12″ зх. д. / 41.57194° пн. ш. 78.68667° зх. д. (41.572044, -78.686757).  За даними Бюро перепису населення США в 2010 році переписна місцевість мала площу 1,34 км², з яких 1,33 км² — суходіл та 0,01 км² — водойми.

## Демографія
Згідно з переписом 2010 року, у переписній місцевості мешкали 383 особи в 162 домогосподарствах у складі 99 родин. Густота населення становила 286 осіб/км².  Було 188 помешкань (140/км²).
Расовий склад населення:
| - 98,2 % — білих - 0,3 % — корінних американців - 0,3 % — чорних або афроамериканців - 0,3 % — азіатів |

До двох чи більше рас належало 1,0 %. Частка іспаномовних становила 1,0 % від усіх жителів.
За віковим діапазоном населення розподілялося таким чином: 20,4 % — особи молодші 18 років, 64,2 % — особи у віці 18—64 років, 15,4 % — особи у віці 65 років та старші. Медіана віку мешканця становила 42,5 року. На 100 осіб жіночої статі у переписній місцевості припадало 94,4 чоловіків;  на 100 жінок у віці від 18 років та старших — 93,0 чоловіків також старших 18 років.
Середній дохід на одне домашнє господарство  становив 45 889 доларів США (медіана — 44 297), а середній дохід на одну сім'ю — 57 034 долари (медіана — 59 063). За межею бідності перебувало 14,0 % осіб, у тому числі 31,6 % дітей у віці до 18 років та 3,8 % осіб у віці 65 років та старших.
Цивільне працевлаштоване населення становило 140 осіб. Основні галузі зайнятості: виробництво — 52,9 %, освіта, охорона здоров'я та соціальна допомога — 9,3 %, сільське господарство, лісництво, риболовля — 5,7 %, публічна адміністрація — 5,0 %.